# Le Clerc de la Vieuville

Wappen der Kerhallic, Keraminou, Kergoz, Cosquerguen, Leclerc du Cosquer de la Vieuville u. a.

Le Clerc du Cosquer de la Vieuville (Leclerc de Goasquelen), auch Cosquerguen, abgeleitet von bretonischen Namen Gwaskelenn, ist der Name eines französischen Adelsgeschlechts aus der Bretagne, das von einem dort, im Finistère, alteingesessenen Familienkreis abstammte und sich Ende des 17. Jahrhunderts nach Haiti ausbreitete. Es ist nicht mit dem namensähnlichen Geschlecht La Vieuville (ursprünglich Coskaer) zu verwechseln, das ebenfalls aus der Bretagne stammte.

## Geschichte
Die durch ancienne extraction (alte Herkunft) adlige Familie ist eigentlich nach dem Ort Goasquelen benannt, der sich an einem heutigen Eisenbahn-Viadukt (Pont Houarn) nahe Henvic befindet. Der Name leitet sich von bretonisch «Gwaz, Goaz» (Bach, Graben) und dem mit Q latinisierten «Kelenn» (Stechpalme) ab. Die französisierte Form Cosquerguen entspricht, laut Kerviler 1808, dem Namen De la Vieuxvilleblanche, woher die mannigfach versippte Familie in der Neuzeit ihren Namen de la Vieuville (de la Vieuxville, de Lavieuville) herleitete. Die Cosquerguen bestanden Adelsproben (Montres) 1443 bis 1593 im Bistum Léon. Um 1668 ging der bretonische Familienzweig im Geschlecht Fouquet de Kervèzec (Kervoazec) auf, nicht zu verwechseln mit den Fouquet de Cozkerven et de Kerascouet aus Carantec (in Nachfolge des Olivier Toupin, Seigneurs de Kervezec (Kervezac'h) ab 1426, bzw. de Cosquerven um 1690 bis 1780). Zudem trug in Carantec auch eine Familie Nicolas den Namenszusatz de Cosquerguen und führte ein ähnliches Wappen wie die Goasquelen.
Das bretonische Geschlecht Goasquelen/Cosquerguen zählte mitsamt seinen stammes- und wappenverwandten Sippen (u. a. Cazin, Geoffroy, Kergoz (Kergos), Keraminou, Kerhallic und le Levier) zu den Nachfahren des alten Adelsgeschlechts Gos aus Guyomarc’h (Kergroadez), wobei dieser Familienkreis sein Wappen (mit Abwandlungen) bereits vor dem 13. Jahrhundert annahm. Noch 1821 führten als Kolonisten nach Haiti emigrierte Abkömmlinge (Le Clerc du Cosquer de la Vieuville) das besagte Wappen.
Einzelne Familienmitglieder bekleideten im 16. und 17. Jahrhundert Ämter als Advokat bzw. Conseiller im Parlement der Bretagne, als Seneschall in Landivisiau und Morlaix und als Gouverneur des Forts Taureau. Laut dem Geographen Jean-Baptiste Ogée zählten die Kerhallic und Goasquelen 1778 zum Adel im Kirchspiel Taulé.

## Wappen
Blasonierung: Im silbernen Schild ein blauer Balken mit blauer oder schwarzer Merlette darüber (d’argent à la fasce d’azur surmontée d'une merlette de même). Diverse Familienzweige führten das gleiche Wappen mit Abwandlungen. Devise: Aime qui t’aime, oder M qui TM. Auch: Silberner Schild mit zwei blauen Balken
Weitere Wappendarstellungen:

Le Clerc de la Vieuville, um 1730, Haiti
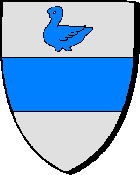
Wappen der Kerhallic
Wappen der Geffroy de Tréoudal
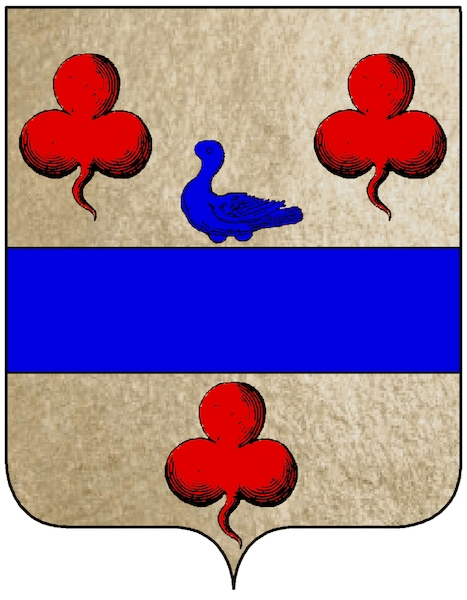
Wappen der Le Levier de Keroc'hiou
Wappen der Cazin
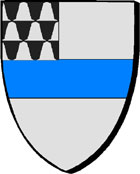
Wappen Nicolas de Cosquerguen-Trévidy
Wappen Le Gonidec

## Besitzungen des Familienkreises

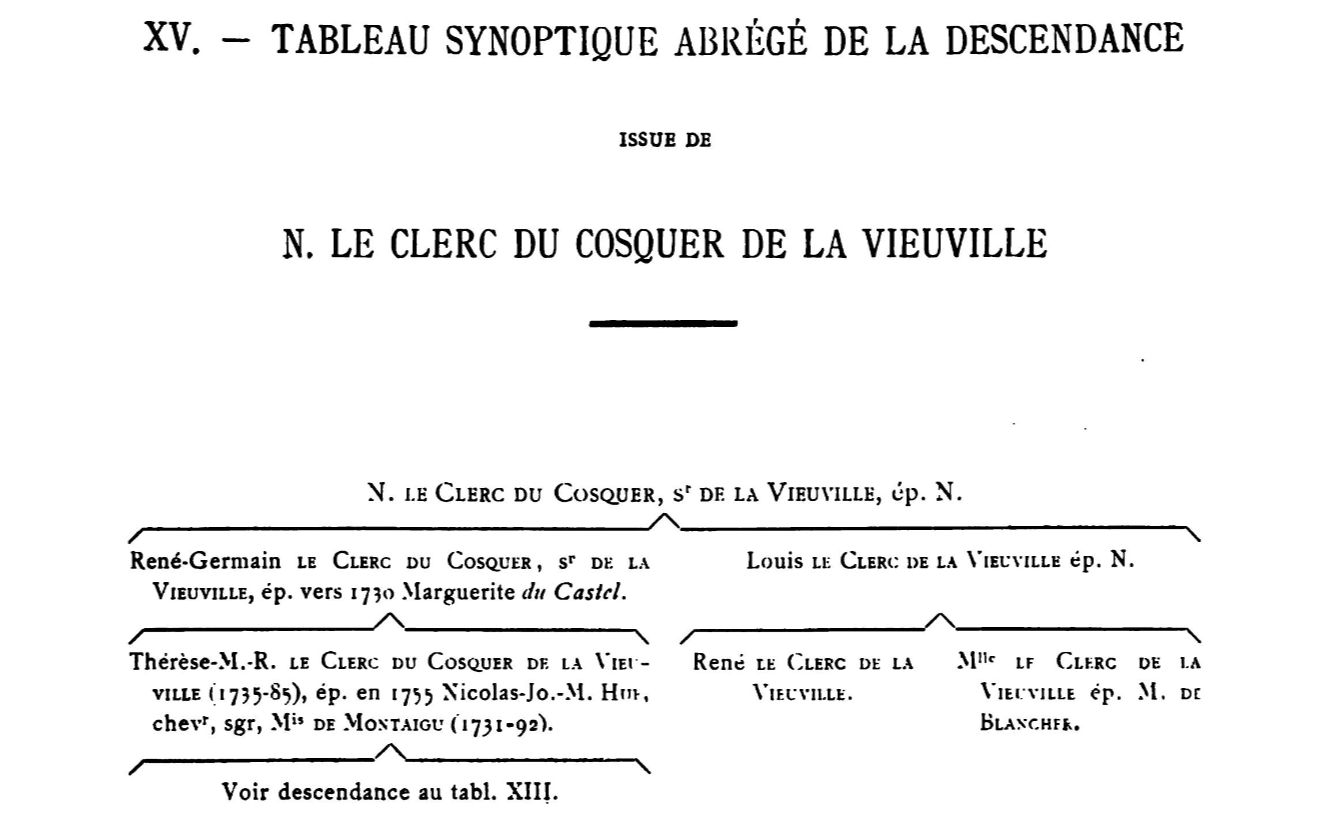
Stammbaum in René de Saint-Pern (1901), S. 102

CazinCazin und Lestrénec, Kirchspiel Plouigneau, – Poulbrignou, Kirchspiel Prat – Rosangavet, Kirchspiel Plouezoc’h – Kermeur und Quenquisou, Kirchspiel Plougasnou – Lesmouale'h (Kirchspiel Plounérin)
GeffroyVilleblanche – Tréoudal (aufgegangen in Familie du Plessis de Kerangoff aus Morlaix)
KeraminouKeraminou (bei Taulé) – Kernus – Tromelin im Kirchspiel Minihy
KergosOrt und Schloss Kergos im Kirchspiel Clohars-Fouesnant, evtl. Mezambez (Guimaec)
KerhallicOrtschaft Kerhallic/Kergallic im Kirchspiel Carantec, (aufgegangen in Familie Le Gonidec; Wappen silberner Schild mit drei blauen Balken bzw. Sparren)
(le) LevierKerroc’hiou (Keroc’hou), Kirchspiel Ploujean – Penarstang, Keranfors, Kerloassezre, Rozampoul, Kirchspiel Plougonven – sowie Meshir, Keramprévost, Coatglaz, Kervézec (Kirchspiel Plourin), Runguen, Rucadou
Le Clerc de la VieuvillePouez, la Rallière, la Beccanière (Drouges) sowie Goasquelen, La Villeauclair, Cosquer (bei Le Folgoët)
Nicolas de CosquerguenSeigneur von Cosquerguen, im Kirchspiel Carantec; von Trévidy (Triuidy), in Plouigneau bei Taulé; von Kerdoret in Plougasnou, erwähnt 1426 bis 1536 im Bistum Tréguier.

## Mitglieder des Familienkreises (Auswahl)
- Jean de Kergus (Miseur in Morlaix 1568, Capitaine des Fort Taureau 1569, Juge-Consul 1578); ⚭ Jeanne de Pensornou
- Jean le Levier († 6. September 1550); ⚭ um 1533 Perrine Balavenne
  - Jean le Levier (* vor 1534; † 1593), Seigneur de Keroc'hiou et de Runguen, Bürgermeister von Morlaix, Gouverneur des Fort Taureau 1574, Prokurator des Königs an der Sénéchaussée royale de Lannion 1593; ⚭ Jeanne de Pluguenou[15]
    - Jean le Levier, Sieur de Keroc'hiou, Seigneur de Rosampoul, Conseiller im Parlement de Bretagne 1585, 1590, 1598 († nach März 1628 in der Bastille); ⚭ 1620 Françoise de Talhouët de Boishorand († 17. Juli 1649 in Rennes)[16]
      - Jeanne le Levier (* 1624 in Ploërmel); ⚭ Louis Redon, Comte de Talhouët-Boishorand

    - (?) François Le Levier de Kerloaser, Sr. de Keranprovost (Saint-Mathieu); ⚭ ca. 1590 Marie de La Tour, († 24. Dezember 1633 in Morlaix)
      - François Le Levier, Sieur de Quelorn (* 1590; † 2. Juni 1670 in Morlaix)[17]
        - Jean Le Levier (* 1633 in Plougonven; † 27. Dezember 1713 ebd.), Seigneur de Kervezec
          - René Guillaume Le Levier (* 13. Februar 1670; † 14. Februar 1722 in Plougar) Escuyer, Sieur du Clos (Rucadou, Plougar)

        - Nicolas Le Levier (* 1637 in Plougonven; † 1667 ebd.), Seigneur de Quelorn, Sieur de Kerleau

      - Guy Le Levier (* 1590; † 10. Mai 1650 in Morlaix), Écuyer, Conseiller du roi, Seneschall von Morlaix 1632
- Alain Le Noir, Sieur de Goasquelen 1534 (Zweig erloschen mit dessen Sohn Gilles 1557)
  - Guillaume Le Noir (* um 1457 in Taulé)[18]
  - Alix/Adélaide Le Noir, Dame de Kermorvan (* um 1485); ⚭ Yves de Cosquerguen[19]
- Françoise de Cozquerguen (erwähnt 1630 bis 1641, Unterschrift erhalten)[6]
- Guillaume Leclerc de Goasquelen, 1635 Stifter, 1638 Prokurator der Confrérie du Rosaire und 1647 Prokurator des Königs in Lesneven[20]; ⚭ Guillemette Dirop († 1652), Tochter der Jeanne L'Haridon, Dame de Tréflez

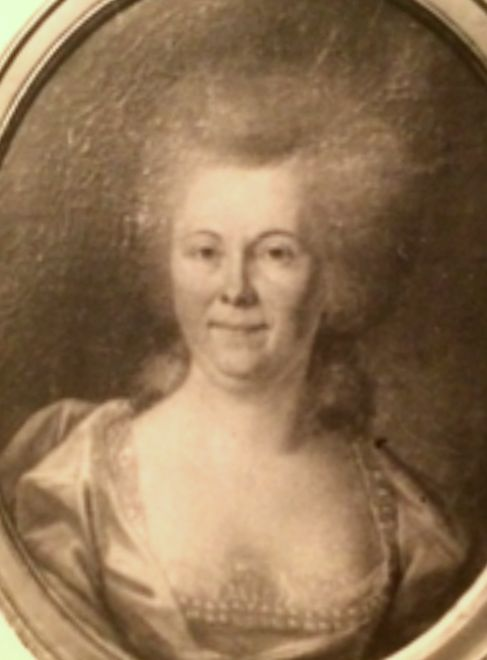
Olive Leclerc de la Vieuville

  - Olive Leclerc de la Vieuville Nicolas Le Clerc, Écuyer, Seigneur de La Villeauclair, Sieur du Cosquer (bei Folgoët), in Nachfolge der Kermerc'hou († 1686, Advokat im Parlement, Sénéchal von Landivisiau, Einwohner von Landerneau); ⚭ Pétronille Le Mercier (ca. 1632–1700)
    - Alexandre Le Clerc, Sieur de La Vieuville bzw. Cosquer (* Plougourvest; † 7. Juli 1706); ⚭ Januar 1692 Marie Barbé de Beauval (* 1665; † nach 1708)[21]
      - Jean François Leclerc de La Vieuville, Kolonist in Saint-Domingue († 21. Juli 1734 in Fort-Liberté); ⚭ um 1733 ebd., Françoise geb. de Bas (* in Sainte-Anne, Limonade, Haiti, Witwe des Nicolas Le Coeur († 1732 Haiti))[22]
        - Olive Leclerc de La Vieuville (* 16. Dezember 1733 in Fort-Liberté; † 1821); ⚭ 18. Januar 1751 in Saint-Domingue, Louis de Vanssay (1719–1796), Ritter des Ludwig-Ordens; Sohn: Achille Pierre de Vanssay (1756–1838), ebenfalls Ritter desselben Ordens

      - René-Germain Le Clerc du Cosquer, lebt Beginn des 18. Jahrhunderts in La Petite Anse (Haiti); ⚭ um 1730 Marguerite du Castel (Ducâtel), Tochter der Madeleine de Villiers (* 1686 Nantes, verheiratete du Castel, um 1717 Kirchspiel Sainte-Anne-de Limonade in Haiti; † 27. Januar 1774 Saint-Malo)[23][24]
        - Therese-Marie Renée Le Clerc du Cosquer de La Vieuville (* 1735; † 30. Juni 1785 in Sains); ⚭ 8. April 1755 in Saint-Malo mit Nicolas Joseph Marie Hüe de Montaigu, Seigneur de Langevinière (* Saint-Jean de Caen)
          - Nicolas Louis Marie Hüe de Montaigu, Marquis de Montaigu (1761–1814)

      - Louis René Nicolas Le Clerc de La Vieuville, lebt Beginn des 18. Jahrhunderts in La Petite Anse (Haiti); ⚭ N.N. de Villiers (?)[25]
        - René Le Clerc de La Vieuville
        - Jeanne Françoise Leclerc de La Vieuville († 1803); ⚭ um 1760 Pierre Blancher, Chevalier, Seigneur de Feyrac (1714–1786); Françoise (Louise?) war am 14. April 1765 im Schloss Beynac Taufzeugin für Christophe-Marie de Beaumont du Repaire, Comte de La Roque (* 12. Oktober 1764; † 29. Juni 1842, Offizier im Regiment Mestre de Camp-Général Cavalerie, dann im Generalstab, Sohn der Marie-Claude de Beynac (1732–1802) und Enkel des Pierre de Beynac, Seigneur de Commarque, † 1753, Premier baron du Périgord)[26]

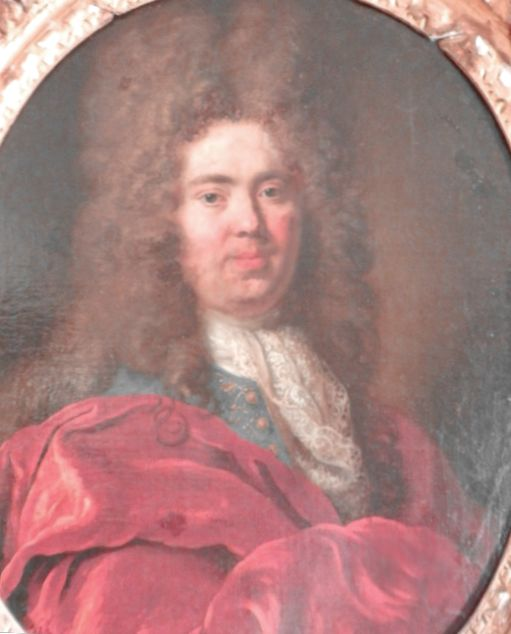
Antoine du Plessis de Tréoudal

- François Geffroy, 1544 Procureur-Syndic in Morlaix[27]
- Alexandre Geffroy de Tréoudal, Écuyer, Seigneur de Tréoudal et de Roscam; ⚭ 18. November 1641 in Morlaix mit Claudine du Cosquer (* ca. 1620)
  - Catherine Geffroy (* 9. November 1642 in Morlaix; † 1676 ebd.), Dame de Tréoudal; ⚭ Rolland du Plessis (1640–1710), Seigneur de Penfao
    - Antoine du Plessis de Tréoudal (* 1674; † 13. Mai 1738 Morlaix), Capitaine im Regiment d’Angoumois; Major der Küstenschutz-Miliz der Capitainerie von Morlaix[28]
- Herve de Kerhallic (erw. 1534); ⚭ Béatrix Laurens
- Anne-Roland de Kerhallic, Écuyer, Seigneur der Kerhallic; ⚭ Marie Jeanne-Perrine-Pauline Le Flo de Trémello (Tochter des François Le Flo de Trémello de Kerloix, † 1766)
  - François de Kerhallic (* 3. Februar 1759 in Botivès, Malguénac).